# 佐藤武光
佐藤 武光（さとう たけみつ）は、日本の映画プロデューサー。福島県いわき市生まれ。福島県立双葉高等学校在学中には野球部に所属。双葉高校を卒業後、上京し、日本大学文学部哲学科に入学し卒業。映画監督の今村昌平の助監督も務めていた。現在、日本映画学校で講師を務める一方で駒澤大学の非常勤講師や「みやまえ映像コンクール」(川崎市)や「映画はスポーツだ」(東京都)などのジュニア映像ワークショップへ講師として参加し、「メディアリテラシー教育」を推進している一人でもある。

## 映画作品

### 監督
- 立入禁止区域・双葉　～されど我が故郷～（2012年）

### プロデューサー
- 孔雀王 （1988年）
- 開港風雲録 YOUNG JAPAN （1989年）
- ゆずり葉 君もまた次のきみへ （2009年）

### 助監督
- 女衒 （1987年）

## テレビ作品
| 放送年 | 作品名                              | 放送局 | 担当   |
| ------ | ----------------------------------- | ------ | ------ |
| 1978年 | 達磨大助事件帳                      | ANB    | 演出   |
| 1978年 | 若さま侍捕物帳                      | ANB    | 助監督 |
| 1978年 | 大空港                              | CX     | 演出   |
| 1979年 | 0計画を阻止せよ                     | ABC    | 助監督 |
| 1980年 | 87分署シリーズ 裸の街               | CX     | 助監督 |
| 1981年 | 闇を斬れ                            | KTV    | 助監督 |
| 1982年 | 黒い館の女                          | ANB    | 助監督 |
| 1982年 | ザ・ハングマンII                    | ABC    | 助監督 |
| 1983年 | 妻は告白する                        | TBS    | 助監督 |
| 1983年 | 新ハングマン                        | ABC    | 演出   |
| 1983年 | 遺された妻の疑惑                    | NTV    | 演出   |
| 1984年 | ザ・ハングマン4                     | ABC    | 演出   |
| 1985年 | 特命刑事ザ・コップ                  | ABC    | 演出   |
| 1986年 | ザ・ハングマンV                     | ABC    | 演出   |
| 1986年 | What's Michael? ホワッツマイケル？  | CX     | 演出   |
| 1986年 | 裏切りの日日                        | CX     | 演出   |
| 1990年 | 心中の構図 夫が私を殺そうとしている | CX     | 演出   |
| 1990年 | 死を呼ぶ絵日記                      | TX     | 演出   |
| 1990年 | 父と子の疑惑                        | CX     | 監督   |